# Hamza Kastrioti
Hamza Kastrioti was een Albanese militair en edelman uit het huis Kastrioti. Hamza was commandant van de Liga van Lezhë in de oorlog tegen het Ottomaanse Rijk. Hij was tevens de neef van Skanderbeg.

## Levensloop
Hamza was de zoon van Stanisha Kastrioti en een Ottomaanse prinses. Hij werd geboren als moslim in een Sanjak in Albanië tijdens de Ottomaanse heerschappij. Na de dood van zijn vader Stanisha werd hij opgevoed door zijn oom Gjergj Kastrioti Skanderbeg, die Hamza meenam in zijn militaire avonturen. Na de Slag bij Niš (Servië) verlieten Hamza en Skanderbeg het Ottomaanse leger. Hamza bekeerde zich hierna van de islam naar het christendom en had een vooraanstaande rol bij de Liga van Lezhë, een militaire alliantie van Albanese vorsten gedurende de Albanees-Ottomaanse Oorlog.
In 1457 keerde Hamza terug in het Ottomaanse leger van sultan Mehmet II en bekeerde zich weer terug naar de islam. Hamza was een van de commandanten aan Ottomaanse zijde bij de Slag om Albulena. Na deze veldslag werd hij gevangen gehouden door de Albanese troepen omdat hij ze zou hebben verraden. Hij werd later vrijgelaten en bleef dienen in het Ottomaanse leger. 

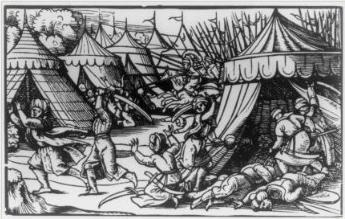
Slag om Albulena (1457)

Hamza was een van de betere commandanten bij de Liga van Lezhë. Volgens historici verloren de Albanezen na de dood van Skanderbeg de strijd tegen de Ottomanen mede doordat Hamza stopte bij de Liga.